# Deportivo Maldonado
Club Deportivo Maldonado SAD är en fotbollsklubb i Maldonado, Uruguay. Klubben grundades 25 augusti 1928 och spelar sina hemmamatcher på arenan Estadio Domingo Burgueño Migue.